# Velika Ivanča
Velika Ivanča (cyr. Велика Иванча) – wieś w Serbii, w mieście Belgrad, w gminie miejskiej Mladenovac. W 2011 roku liczyła 1532 mieszkańców.